# Oreomystis bairdi
L'akikiki o rampichino di Kauai, più correttamente ʻakikiki (Oreomystis bairdi Stejneger, 1887), è un uccello passeriforme della famiglia dei Fringillidi, unica specie ascritta al genere Oreomystis Stejneger, 1903.

## Etimologia
Il nome scientifico del genere, Oreomystis, deriva dall'unione delle parole greche ωραίος (oraios, "bello") e μυστης (mystis-mustis, "segreto"), in riferimento allo stile di vita ritirato di questi uccelli: il nome della specie, bairdi, venne invece scelto in omaggio all'ornitologo Spencer Fullerton Baird.

## Descrizione

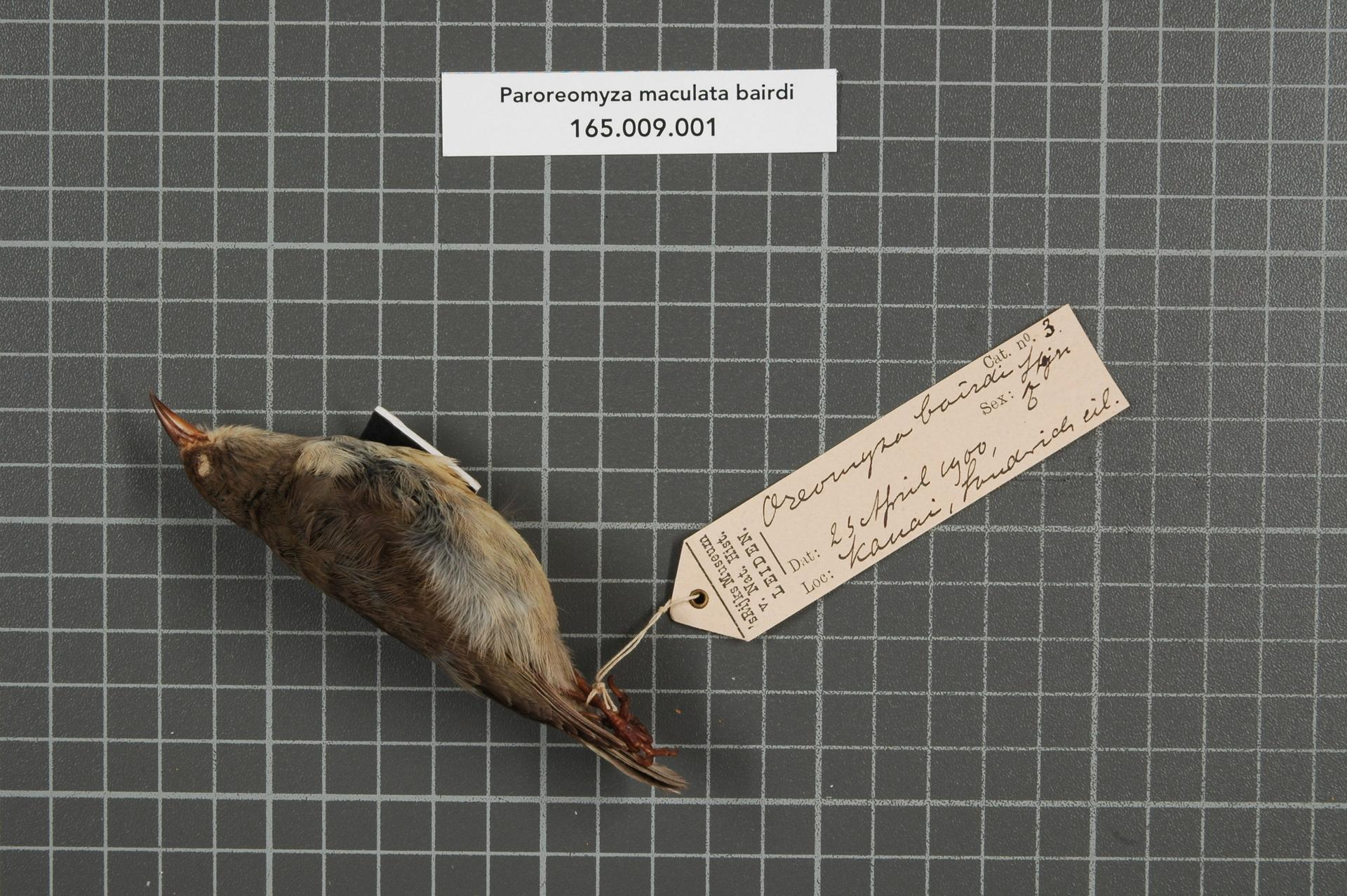
Maschio impagliato.

### Dimensioni
L'akikiki è un piccolo uccello lungo circa 13 cm, con un peso di 12-17 g.

### Aspetto
Si tratta di uccelletti robusti, dotati di corta coda e becco conico e sottile.

Il piumaggio si presenta grigio scuro-grigio olivastro sulla testa, il dorso, i fianchi e i lati. Invece è bianco sporco sulla gola, il petto e le compritrici caudali inferiori. Il becco è corto, leggermente curvato in basso ed è rosa chiaro, i tarsi e le zampe sono rosa. I maschi e le femmine sono simili. Gli esemplari giovani assomigliano agli adulti ma a differenza di questi hanno grandi anelli oculari bianchi; gli adulti possono mantenere un sopracciglio chiaro per diversi anni.

## Biologia

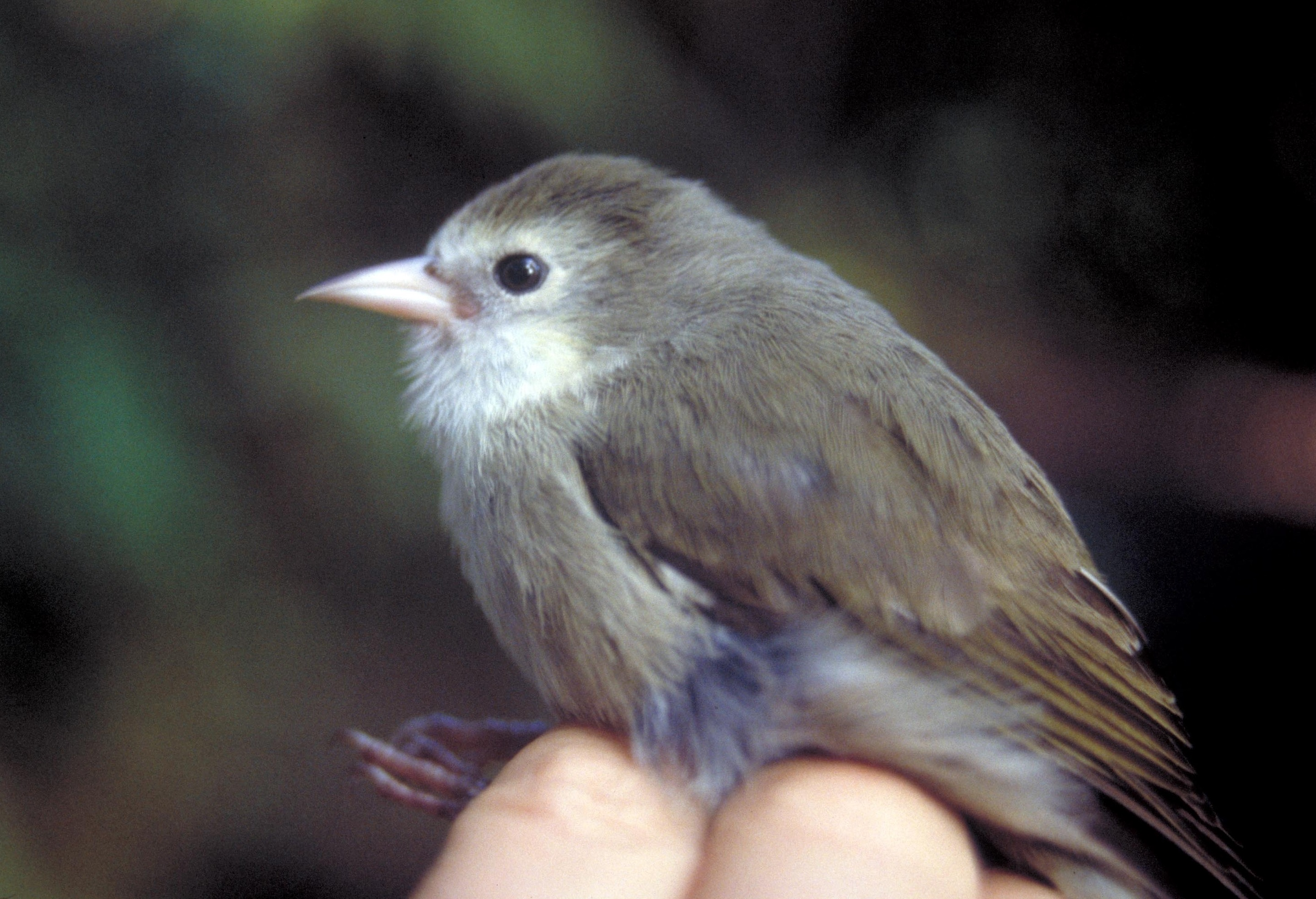
Esemplare di cattura.

### Comportamento
Questo uccello ha abitudini essenzialmente diurne ed estremamente schive e poco studiate, tanto da essere ritenuto uno dei meno noti passeriformi hawaiani esistenti. Lo si può solitamente osservare in coppia o in gruppi familiari da 8 a 12 individui; durante la stagione non riproduttiva, l'akikiki, si può alimentare insieme ad altre specie, come l'anianiau. 

### Alimentazione
L'akikiki è una sorta di corrispettivo hawaiiano delle sitte: questo uccello si nutre infatti ispezionando col becco le fessure dei tronchi e sui rami, soprattutto delle native ohi'a e koa, occasionalmente cercando il cibo anche negli arbusti nella subcanopia. Si nutre di insetti, di larve d'insetti e di altri artropodi, estratti con il becco dalle cortecce o dalle fessure degli alberi vivi o morti, e più raramente scavando: di tanto in tanto, può nutrirsi anche di nettare.

### Riproduzione
La stagione di nidificazione dell'akikiki si verifica principalmente da marzo a giugno, ma recenti informazioni indicano che la nidificazione, in alcuni anni, può avvenire da gennaio a luglio. I pochi nidi dell'akikiki trovati erano tutti posti su alberi di 'ohi'a dai 4 ai 12,5 metri dal terreno. Il nido è costituito da muschio, piccoli pezzi di corteccia, licheni, e sottili fibre vegetali.

Entrambi i sessi costruiscono il nido e si prendono cura dei nidiacei, ma l'incubazione è a cura esclusiva della femmina; i maschi provvedono a nutrire le femmine durante la costruzione del nido e l'incubazione, tuttavia esse si possono anche nutrire indipendentemente.

## Distribuzione e habitat
L'akikiki è endemico dell'isola hawaiiana di Kauai, dove occupa un'area di circa 88 km² nella zona montuosa nord-orientale dell'isola.
L'habitat di questi uccelli è rappresentato dalla foresta pluviale primaria montana a prevalenza di ʻōhiʻa e koa, ma anche nelle aree alberate (privilegiando quelle con presenza di specie native, come ‘ōlapa, lapalapa, ‘ōhia h‘a, kāwa‘u, kōlea, ‘ōhelo, kanawao) al di sopra dei 1000 m di quota.

## Tassonomia
Al momento della sua descrizione scientifica, l'akikiki venne classificato nel genere Oreomyza: fu lo stesso Stejneger, tuttavia, ad accorgersi che tale nome era già stato utilizzato per classificare degli insetti tipulidi, appena cinque mesi prima. Questo uccello venne pertanto riclassificato come Oreomystis, genere nel quale permane a tutt'oggi, sebbene alcuni autori propendano per un suo spostamento nell'affine genere Paroreomyza, addirittura come sottospecie di P. maculata (P. m. bairdi).
Il genere e la specie sono ambedue monotipici: Oreomystis, nell'ambito della tribù Drepanidini, occupa un clade piuttosto basale proprio assieme a Paroreomyza.

## Conservazione
In base a ritrovamenti fossili, sembrerebbe che questi uccelli popolassero l'intera isola di Kauai in tempi preistorici. Ancora fino al 1890, l'akikiki sembrava piuttosto comune e ampiamente distribuita, tuttavia già a partire dagli anni sessanta si cominciò a notare una sua maggiore distribuzione al di sopra dei 1140 m di quota e nel lustro 1968-1973, la popolazione globale di questi uccelli venne stimata in soli 6832 esemplari (± 966 errore standard), distribuiti in un areale stimato in 88 km²: da allora, la popolazione è diminuita costantemente, tanto che uno studio condotto nei mesi di aprile-maggio del 2007 stimava una popolazione di 1312 ± 177;530 esemplari, attestata principalmente nelle riserve protette di Kokeʻe e Alakaʻi e negli immediati dintorni, per un totale di 36 km².
Per tale motivo, nel 2005 la United States Fish and Wildlife Service suggerì la classificazione dell'akikiki come specie in pericolo, seguito dallo IUCN che nel 2007 classificò questi uccelli come "specie in pericolo critico".
L'akikiki è minacciato da molti fattori combinati: 
- la distruzione dell'habitat: le foreste di pianura sono state disboscate per favorire il commercio di legname e lo sviluppo dell'agricoltura, inoltre l'allevamento del bestiame causa un ulteriore degrado dell'ambiente vitale di questi uccelli[1][3];
- la presenza di specie invasive, fra cui i suini e le capre rinselvatichiti (particolarmente dannosi, perché favoriscono la dispersione di semi delle piante aliene e facilitano la diffusione delle zanzare, anch'esse introdotte, del genere Culex, vettrici di malattie devastanti per i drepanidini che non possiedono anticorpi adatti a fronteggiarle, come la malaria aviaria ed il vaiolo aviario), barbagianni, ratti, gatti rinselvatichiti (che predano attivamente uova e adulti), l'occhialino giapponese, le vespe del genere Vespula e la formica argentina (con cui questi uccelli competono attivamente per il cibo) per quanto riguarda gli animali, e Hedychium gardnerianum, Rubus argutus, Psidium cattleyanum, Cyathea cooperi e Myrica faya (che hanno degradato molto le foreste native nella regione di Koke'e) fra le piante[1][3][5];
- gli uragani, fra cui l'uragano Iniki che nel 1992 ha devastato le foreste di tutta Kauai, inficiando drasticamente su tutte le popolazioni degli uccelli che abitavano l'isola[1][3];
- il riscaldamento globale, con l'aumento delle temperature che potrebbe consentire alle zanzare di sopravvivere ad altitudini più elevate e quindi raggiungere le popolazioni di uccelli che qui si sono rifugiate[1][3];

Per far fronte alla decimazione di questi uccelli (così come di numerose altre specie di drepanidini), la Zoological Society di San Diego sta sviluppando tecniche per l'allevamento e la riproduzione in cattività, con lo scopo di reintrodurre gli uccelli nel loro habitat naturale.

La Kaua'i Watershed Alliance e l'associazione Nature Conservancy stanno vagliando la possibilità di recintare la parte nord-orientale della riserva di Alaka'i, dove la specie è stata registrata l'ultima volta, al fine di escludere dalla zona le specie aliene ed il ripristino delle aree degradate di vegetazione nativa.

## Nella cultura di massa
Esiste un asteroide col nome di questi uccelli, 7613 ʻAkikiki.